# Wolfgang Ratzmann

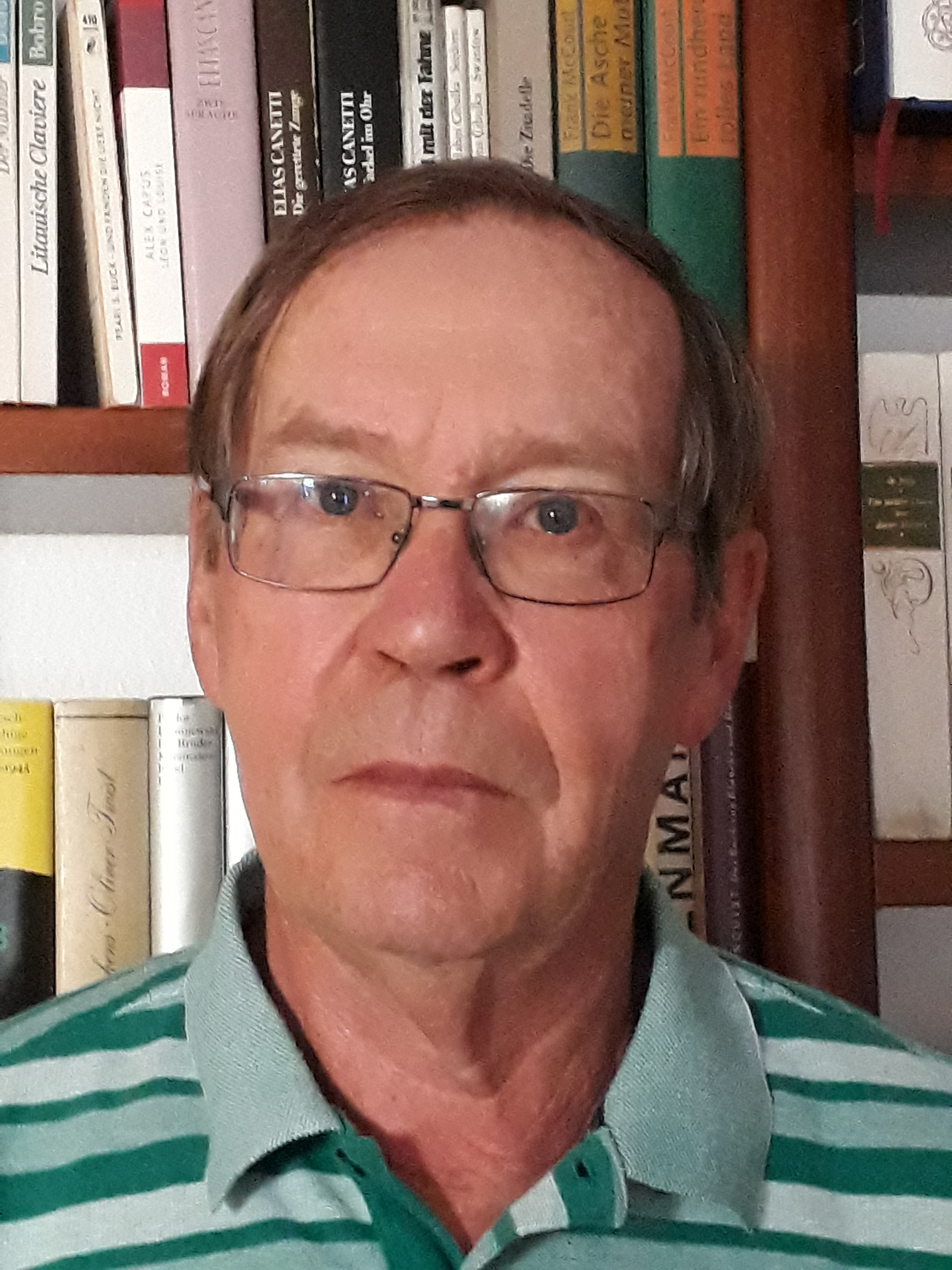
Wolfgang Ratzmann (2020)

Wolfgang Ratzmann (* 25. März 1947 in Dittmannsdorf/Kreis Flöha) ist ein deutscher evangelisch-lutherischer Theologe, der von 1992 bis 2010 als Professor für Praktische Theologie an der Universität Leipzig tätig war.

## Leben
Ratzmann stammt aus einer sächsischen Pfarrersfamilie. Von 1957 bis 1965 war er Mitglied des Dresdner Kreuzchors. Von 1965 bis 1970 studierte er Theologie an der Universität Leipzig. Daran schloss sich ein Forschungsstudium zur Anfertigung einer praktisch-theologischen Dissertation (Dr. theol. 1975) an. 1973/74 absolvierte er den kirchlichen Vorbereitungsdienst für das Pfarramt, 1974 wurde er als Pfarrvikar und Pfarrer an die Lutherkirche Plauen berufen (Ordination 1975). 1979 berief ihn das Landeskirchenamt in Dresden zunächst als Studieninspektor an das Predigerkolleg St. Pauli nach Leipzig, eines der damals existierenden beiden sächsischen Predigerseminare, von 1983 an als Studiendirektor. 1987 übernahm er eine Dozentur am Theologischen Seminar Leipzig. 1989 habilitierte er sich an der Theologischen Fakultät im Fach Praktische Theologie. Von 1990 bis 1992 war er als letzter Rektor des Theologischen Seminars Leipzig tätig, das 1990 von der letzten DDR-Regierung die staatliche Anerkennung als Hochschule erhalten hatte und seitdem den Namen „Kirchliche Hochschule Leipzig“ trug, 1992 aber mit der Theologischen Fakultät zusammengeführt wurde. 
1992 erhielt Ratzmann hier eine Professur für Praktische Theologie mit dem Schwerpunkt Homiletik und Liturgik. Ab 1993 übernahm er zugleich die Leitung des neu gegründeten Liturgiewissenschaftlichen Instituts der VELKD bei der Theologischen Fakultät. Seit 1991 war er Vorsitzender des Fördervereins Evangelisches Studienhaus Leipzig, der es sich zum Ziel gesetzt hatte, ein evangelisches Studienhaus für Studierende der Theologie und anderer Fächer zu errichten (Eröffnung des Neubaus mit ca. 100 Plätzen 1997 in Leipzig-Stötteritz) und zu unterhalten. 2005 legte er den Vorsitz nieder und arbeitete weiter im Vorstand des FV mit. Von 1995 bis 1998 amtierte er zugleich als Erster Universitätsprediger, der für die Durchführung der Universitätsgottesdienste – damals in der Nikolaikirche – verantwortlich war. 2005/2006 bekleidete er die Funktion des Dekans der Theologischen Fakultät. 
Ratzmann übernahm verschiedene kirchliche Aufgaben. Von 1990 bis 1996 war er Mitglied der EKD-Synode, er arbeitete während der 1990er Jahre in der EKD-Kammer für Bildung und Erziehung sowie in der AG Evangelisches Gottesdienstbuch mit. Mitglied der sächsischen Landessynode war er von 2007 bis 2013, seit 2005 ist er Domherr zu Wurzen. 2010 wurde er als Professor an der Theologischen Fakultät und als Leiter des Liturgiewissenschaftlichen Instituts der VELKD emeritiert. Während seines Ruhestandes übernahm er von 2013 bis 2020 den Vorsitz des Fördervereins der Theologischen Fakultät Leipzig.
Wolfgang Ratzmann ist mit der Kirchenmusikerin Regina, geb. Polster, verheiratet und hat drei Kinder.

## Werke (Auswahl)
Als Autor/(Mit-)Herausgeber:
- Missionarische Gemeinde. Ökumenische Impulse für Strukturreformen, (Theologische Arbeiten; 39), Berlin 1980
- Der kleine Gottesdienst im Alltag. Theorie und Praxis evangelischer Andacht (Beiträge zu Liturgie und Spiritualität 3), Leipzig 1999
- (Hg.): Kirche unter Veränderungsdruck. Wahrnehmungen und Perspektiven, hrsg. mit Jürgen Ziemer, Leipzig 2000
- (Hg.): Grenzen überschreiten. Profile und Perspektiven der Liturgiewissenschaft, (Beiträge zu Liturgie und Spiritualität 9), Leipzig 2002
- (Hg.): Didaktische Modelle Praktischer Theologie, hrsg. mit Martin Steinhäuser, Leipzig 2002
- (Hg.): Jenseits der Agende. Reflexion und Dokumentation alternativer Gottesdienste, hrsg. mit Irene Mildenberger (Beiträge zu Liturgie und Spiritualität 10), Leipzig 2003
- (Hg.): Liturgie mit offenen Türen. Gottesdienste auf der Schwelle zwischen Kirche und Gesellschaft, hrsg. mit Irene Mildenberger (Beiträge zu Liturgie und Spiritualität 13), Leipzig 2005
- (Hg.): Der „wirkliche“ Gottesdienst. Historische Annäherungen, hrsg. mit Irene Mildenberger (Beiträge zu Liturgie und Spiritualität 22), Leipzig 2009
- „Gott ist gegenwärtig“. Aufsätze zum Gottesdienst (Beiträge zu Liturgie und Spiritualität 24), Leipzig 2010
- (Hg.) Angewiesen auf Gottes Gnade. Schuld und Vergebung im Gottesdienst, hrsg. mit Alexander Deeg u. Irene Mildenberger (Beiträge zu Liturgie und Spiritualität 26), Leipzig 2012
- (Hg.): Evangelische Gottesdienstkultur im Barockzeitalter. Christian Gerbers „Historie der Kirchen-Ceremonien in Sachsen“ (1732) in Auszügen dokumentiert und kommentiert, Sax-Verlag, Beucha/Markkleeberg 2014
- Nicht nur am Sonntagvormittag. Gottesdienst verstehen und gestalten (Theologie für die Gemeinde Bd. III/2), gem. mit Erik Dremel, Leipzig 2014
- (Hg.): Eine Insel im roten Meer. Erinnerungen an das Theologische Seminar Leipzig, hrsg. mit Thomas A. Seidel, Leipzig 2017
- (Hg.): Martin Luther als Praktischer Theologe. Veröffentlichungen der Wissenschaftlichen Gesellschaft für Theologie, hrsg. mit Peter Zimmerling und Armin Kohnle, Leipzig 2017
- Predigen mit Liedern. Beispiele und Reflexionen, gem. mit Peter Zimmerling, Göttingen 2021
- Praktisch-theologische Orientierung als Vertrauensbildung. In: Georg Lämmlin/Stefan Scholpp (Hrsg.): Praktische Theologie der Gegenwart in Selbstdarstellungen, Tübingen/Basel 2001, 201–217